# 白石江街道
白石江街道，是中华人民共和国云南省曲靖市麒麟区下辖的一个乡镇级行政单位。

## 行政区划
白石江街道下辖以下地区：
江南社区、临江社区、幸福社区、麟东社区、保渡社区、长河社区和黄家庄社区。